# 李福顺 (1931年)
李福顺（1931年12月—），男，辽宁省昌图县人，中华人民共和国政治人物。曾任中共佳木斯市委书记、佳木斯市人民政府市长。中共十三大代表。

## 生平
1931年12月生于辽宁省昌图县。1947年3月阿城师范毕业后，在中共昌图县委民运部工作，同年9月加入中国共产党。1949年1月，中共阿城县委决定成立阿城县团组织的工作委员会，李福顺任团工委副书记。1952年后，历任青年团佳木斯市委宣传部长，青年团牡丹江市委书记，中共牡丹江市委常委、组织部长，中共牡丹江地委组织部长、地委副书记、地区行政公署副专员。1982年调任佳木斯市委副书记、副市长。
1983年3月4日，就任佳木斯市长。1984年10月7日，李福顺率领佳木斯市友好代表团一行5人应邀访问日本山梨县韮崎市。10月10日在韮崎市市政大厅举行《佳木斯市与韮崎市建立友好城市议定书》签字仪式，韮崎市长授予佳木斯市长李福顺“韮崎市荣誉市民”称号。
1986年12月5日，中共黑龙江省委决定，李福顺任佳木斯市委书记，原市委书记孟传生调省。1987年被选为中共十三大代表。1988年被选为中共黑龙江省委委员。